# データグローブ
データグローブ（data glove）とは、コンピュータと人間とのインターフェース用装置の1つであり、人間の手の単純な動作から情報入力を直感的に行なえるセンシング装置として考案された電気仕掛けの高価な手袋である。指の曲がり具合のような物理データの取得に多様なセンサ技術が用いられ各種形式が存在するが、一般への普及は限られている。限定的ながらコンピュータからの反応出力も行なえるものもある。

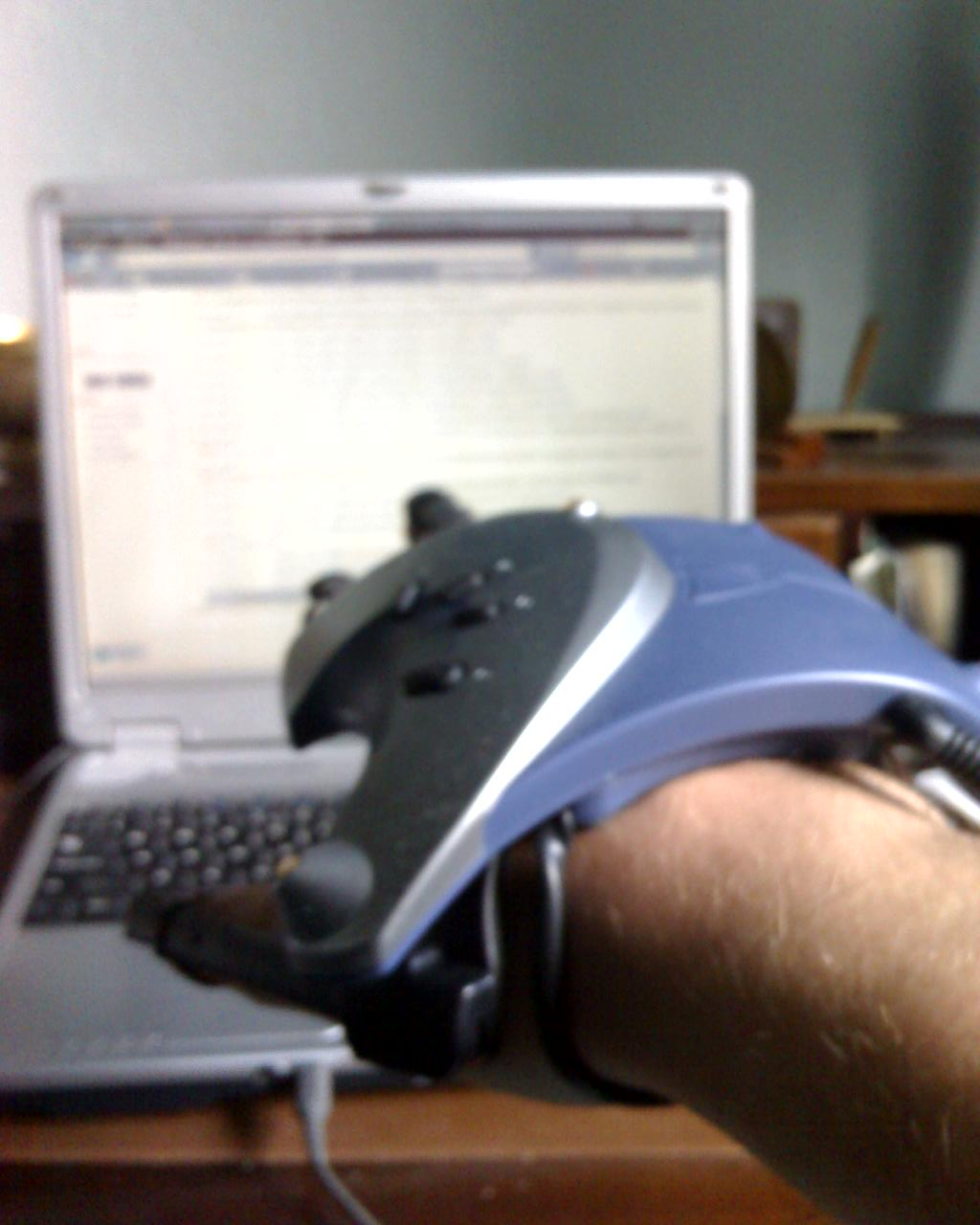
P5 ワイヤードグローブがウィンドウズ・マウスのように使用されている。

## 概要
片手だけものが多いが、両手で使用するものもある。
比較的低価格のものは指の曲がりだけが計られるが、価格に応じて、指同士の角度や手首の動き、外部装置と組み合わされるなどして手の絶対位置や姿勢まで読み取れるものもある。
指の曲がり具合は光ファイバや抵抗素子などで測定され、手の絶対位置や姿勢データは磁気センサや慣性センサといったモーション・トラッカーにより計測される。これらの動きは直ちに専用のソフトウエアによって解釈され、1つの動作から多数のデータが生じる。ソフトウエアによっては、手の特別な動きはジャスチャーとして判別されてコンピュータへは命令として伝えられる。
高機能なデータグローブは、グローブ内の指先を押すことで手が触った感覚を再現する、触覚フィードバック機能まで備え、情報入力だけでなく出力装置としても使用できるものがある。

## 名称
データグローブは、「ワイヤードグローブ」（wired glove）や「サイバーグローブ」（cyber glove）とも呼ばれほぼ同義のものとして使用されているが、差異があるか否かを含めてこれらの意味的関係は判然としていない。
DatagloveとCybergloveは（1998年2月にVPL Research Inc.のpatent portfolioで取得した）米サン・マイクロシステムズ社と（Virtual Technologies, Inc.が取得し2000年9月にpatent portfolioとした）Immersion Corporationのそれぞれに属する商標である。

## 2段階の測定機能

### 指の情報
指の曲げ具合を測定するデータグローブにとっての基本的な機能も、その取得の程度はいくつかに分かれる。n本の指の曲げ量をn個の数値としてのみ出力する単純なものから、各指の関節ごとに測定するもの、さらにそれらに加えて、各指同士の距離または開き角度を測定するもの、手の平の曲がり具合を測定するもの、手首の曲げを測定するものなどさまざまな段階がある。

### 位置と姿勢の情報
指の曲げ具合等を測定する基本的な機能に加えて、モーショントラッカー装置を取り付けることで、手のピッチ、ヨー、ロールといった角度情報とX、Y、Z軸方向での座標情報も測れるようになる。これらの情報によって、使用者の手で行なわれるほとんど全てのジェスチャーを含む動作が再構築できるようになる。

## 高価格が普及を制限
伝統的にデータグローブは、指の曲がりを計るセンサと位置情報などを計るセンサは別々に購入されるなど、高価なものだけが存在した。
データグローブの低価格化の取り組みとして、カメラとコンピュータ・ビジョンを使い、触覚フィードバックを犠牲して、手の3D姿勢と軌道を追跡するものがある。この画像ベースでのデータグローブ（image-based data glove, IBDG）では、手首にカメラを1つと、各指先にはQRコードに似たマークがプリントされた大きなサイコロ状のビジュアルマーカーをそれぞれ取り付け、コンピュータ・ビジョン技術を使用して指先の相対位置を概算する。一度、指先の情報が得られると、各指の関節の位置とを見積るために逆運動学技法を用い、仮想世界での指の運動を再現する。
最初に家庭用として登場したデータグローブの1つは、マテル社のパワーグローブ（Power Glove）であった。これは、Nintendo Entertainment Systemのゲーム用手袋として設計された。それは分解能が低いトラッカーと指の曲げセンサを備え、甲の側にボタンを備えていた（日本ではパックスコーポレーションがファミコン用の汎用コントローラーとして販売。日本では多段階入力に対応した専用ソフトは販売されていない。）。
2001年には、Essential Realityが安いゲーム用手袋という同じような狙いのものを作り、現在では「P5 Glove」というPC用の物となっている。しかしゲーマーズの間でもこの周辺装置は普及していない。皮肉なことに専門店では、今では古いパワーグローブがより洗練されたP5 Gloveより高値で販売されている。

## 技術
データグローブに使用されている主な技術を以下に示す。これら以外にも多様な技術の採用が研究されていると考えられる。

### 樹脂製光ファイバ方式
手袋の外面に樹脂製の光ファイバを這わせ、手元の発光部からの光が指の屈曲に応じて漏れることで減少した光量を指先で折り返され戻ってきたもう一端の受光部で測り、指の屈曲度合いの情報を得る。
測定すべき屈曲部で特に漏れが大きくなるように作られ、各指の第1指と第2指に対応する2往復のファイバが手袋に内蔵される。この形式のものは親指を含む指同士の距離関係や、手の平の曲がりは計測しない。
手の大きさは各人で異なり、光の漏れ具合は装着者ごとに異なるため、使用開始時にキャリブレーションが必要になる。

### 歪みゲージ方式
グローブ内に埋め込まれた20個前後の、薄く柔軟性のある小さな歪みゲージによって、各指の関節ごとの屈曲、各指同士の開き具合、手の平の曲げ、手首の動きまでがリニアに計測できる。

### 磁気センサ方式
磁気センサをグローブの手首の甲側に埋め込んで、外部の発信コイルからの磁界を捉えることで3次元空間中での位置と姿勢の情報を得る。

## センサ手袋
データグローブに極めて近い、又は、データグローブに含まれるものとして、センサ手袋がある。
主にデータグローブは人の手の指の屈曲を捕らえる事でコンピュータへの入力情報を提供することが目的であるが、センサ手袋は屈曲ではなく手で物を掴んだ時の圧力を測定することで情報入力を行なう。

### 感圧導電ゴム方式
シリコンゴムの中に炭素粒子を均一分散させた感圧導電ゴム製のセンサを多数グローブ内側に並べて、圧力を計測するものである。
感圧導電ゴムのセンサは柔軟性や加工性があり耐久性もある程度期待できるが、基材となるゴムは粘弾性があるために計測にヒステリシス特性が生じ、定量的な測定には不向きとなる。